# (2969) Mikula
(2969) Mikula (1978 RU1; 1976 GB; 1981 FC) ist ein ungefähr acht Kilometer großer Asteroid des äußeren Hauptgürtels, der am 5. September 1978 vom russischen (damals: Sowjetunion) Astronomen Nikolai Stepanowitsch Tschernych am Krim-Observatorium (Zweigstelle Nautschnyj) auf der Halbinsel Krim (IAU-Code 095) entdeckt wurde. Er gehört zur Koronis-Familie, einer Gruppe von Asteroiden, die nach (158) Koronis benannt ist.

## Benennung
(2969) Mikula wurde nach Mikula Seljaninowitsch, einer russischen Heldengestalt, benannt.